# Stany Zjednoczone na Letnich Igrzyskach Olimpijskich 2004
Stany Zjednoczone na Letnich Igrzyskach Olimpijskich 2004 reprezentowało 533 sportowców.

## Medale
Lekkoatletyka
- 100 m mężczyzn: Justin Gatlin - Złoto
- 100 m mężczyzn: Maurice Greene - Brąz
- 200 m mężczyzn: Shawn Crawford - Złoto
- 200 m mężczyzn: Bernard Williams - Srebro
- 200 m mężczyzn: Justin Gatlin - Brąz
- 400 m mężczyzn: Jeremy Wariner - Złoto
- 400 m mężczyzn: Otis Harris - Srebro
- 400 m mężczyzn: Derrick Brew - Brąz
- Maraton mężczyzn: Meb Keflezighi - Srebro
- 110 m przez płotki mężczyzn - Terrence Trammel - Srebro
- 4 razy 100 m mężczyzn: Shawn Crawford/Justin Gatlin/Coby Miller/Maurice Greene/Darvis Patton - Srebro
- 4 razy 400 m mężczyzn: Otis Harris/Derrick Brew/Jeremy Wariner/Darold Williamson/Kelly Willie/Andrew Rock - Złoto
- skok wzwyż mężczyzn: Matt Hemingway - Srebro
- skok o tyczce mężczyzn: Tim Mack - Złoto
- skok o tyczce mężczyzn: Toby Stevenson - Srebro
- skok w dal mężczyzn: Dwight Phillips - Złoto
- skok w dal mężczyzn: John Moffitt - Srebro
- pchnięcie kulą mężczyzn: Adam Nelson - Srebro
- dziesięciobój mężczyzn: Bryan Clay - Srebro
- 100 m kobiet: Lauryn Williams - Srebro
- 200 m kobiet: Allyson Felix - Srebro
- maraton kobiet: Deena Drossin-Kastor - Brąz
- 100 m przez płotki kobiet: Joanna Hayes - Złoto
- 100 m przez plotki kobiet: Melissa Morrison - Brąz
- 4 razy 400 m kobiet: DeeDee Trotter/Monique Henderson/Sanya Richards/Monique HennaganCrystal Cox/Moushaumi Robinson - Złoto

Koszykówka
- Mężczyźni: Carmelo Anthony/Carlos Boozer/Tim Duncan/Allen Iverson/LeBron James/Richard Jefferson/Stephon Marbury/Shawn Marion/Lamar Odom/Emeka Okafor/Amar'e Stoudemire/Dwyane Wade - Brąz
- Kobiety: Sue Bird/Swin Cash/Tamika Catchings/Yolanda Griffith/Shannon Johnson/Lisa Leslie/Ruth Riley/Katie Smith/Dawn Staley/Sheryl Swoopes/Diana Taurasi/Tina Tompson - Złoto

Siatkówka plażowa
- Kobiety: Kerri Walsh/Misty May - Złoto
- Kobiety: Holly McPeak/Elaine Youngs - Brąz

Boks
- Waga średnia mężczyzn: Andre Dirrell - Brąz
- Waga półciężka mężczyzn: Andre Ward - Złoto

Kajakarstwo
- Slalom jedynek kobiet: Rebecca Giddens - Srebro

Kolarstwo
- Jazda na czas mężczyzn: Tyler Hamilton - Złoto
- Jazda na czas mężczyzn: Bobby Julich - Brąz
- Indywidualna jazda na czas kobiet: Dede Demet-Barry - Srebro

Jeździectwo
- ujeżdżenie drużynowo: Debbie McDonald/Robert Dover/Guenter Seidel/Lisa Wilcox - Brąz
- skoki drużynowo: Peter Wylde/McLain Ward/Chris Kappler/Beezie Madden - Złoto
- WKKW drużynowo: Kim Severson/Amy Tryon/Darren Chiacchia/John Williams/Julie Burns Black-Burns Richards - Brąz
- WKKW: Kim Severson - Srebro
- skoki: Chris Kappler - Srebro

Szermierka
- szabla kobiet: Mariel Zagunis - Złoto
- szabla kobiet: Sada Jacobson - Brąz

Piłka nożna
- kobiety: Briana Scurry/Christie Pearce-Rampone/Cat Reddick/Joy Fawcett/Kate Sobrero-Markgraf/Shannon Boxx/Aly Wagner/Julie Foudy/Kristine Lilly/Mia Hamm/Abby Wambach/Heather Mitts/Lindsay Tarpley/Brandi Chastain/Angela Hucles/Cindy Parlow/Heather O'Reilly - Złoto

Gimnastyka
- wielobój mężczyzn: Paul Hamm - 'Złoto
- wielobój drużynowo mężczyzn: Jason Gatson/Morgan Hamm/Paul Hamm/Brett McClure/Blaine Wilson/Guard Young - Srebro
- drążek mężczyzn: Paul Hamm- Srebro
- skok przez konia kobiet: Annia Hatch - Srebro
- poręcze kobiet: Terin Humphrey - Srebro
- poręcze kobiet: Courtney Kupets - Brąz
- równoważnia kobiet: Carly patterson - Srebro
- wielobój kobiet: Carly Patterson - Złoto
- wielobój drużynowy kobiet: Mohini Bhardwaj/Annia Hatch/Terin Humphrey/Courtney Kupets/Carly Patterson/Courtney McCool - Srebro

Judo
- 73 kg mężczyzn: Jimmy Pedro - Brąz

Wioślarstwo
- ósemka mężczyzn: Jason Read/Wyatt Allen/Chris Ahrens/Joey Hansen/Matt Deakin/Dan Beery/Beau Hoopman/Bryan Volpenhein/Pete Cipollone - Złoto
- ósemka kobiet: Katie Johnson/Sam Magee/Mary Whipple/Megan Dirkmaat/Alison Cox/Anna Mickelson-Cummins/Laurel Korholz/Caryn Davies/Lianne Nelson - Srebro

Żeglarstwo
- klasa 470 dwójki mężczyzn: Paul Foerster/Kevin Burnham - Złoto
- klasa Tornado dwójki mężczyzn: John Lovell/Charlie Ogletree - Srebro

Strzelectwo
- karabin małokalibrowy trzy postawy 50 m mężczyzn: Michael Anti - Srebro
- karabin małokalibrowy leżąc 50 m mężczyzn: Matt Emmons - Złoto
- trap podwójny kobiet: Kim Rhode - Złoto

Softball
- kobiety: Leah O'Brien-Amico/Laura Berg/Crystl Bustos/Lisa Fernandez/Jennie Finch/Tairia Flowers/Amanda Freed/Lori Harrigan/Lovie Jung/Kelly Kretschman/Jessica Mendoza/Stacey Nuveman/Cat Osterman/Jenny Topping/Natasha Watley - Złoto

Pływanie
- 50 m stylem dowolnym mężczyzn: Gary Hall - Złoto
- 200 m stylem dowolnym mężczyzn: Michael Phelps - Brąz
- 400 m stylem dowolnym mężczyzn: Klete Keller - Brąz
- 1500 m stylem dowolnym mężczyzn: Larsen Jensen - Srebro
- 4 razy 100 m stylem dowolnym mężczyzn: Nate Dusing/Jason lezak/Michael Phelps/Neil Walker/Ian Crocker/Gary Hall/Gabe Woodward - Brąz
- 4 razy 200 m stylem dowolnym mężczyzn: Klete Keller/Ryan Lochte/Michael Phelps/Peter Vanderkaay/Scott Goldblatt/Dan Ketchum - Złoto
- 100 m stylem grzbietowym mężczyzn: Aaron Peirsol - Złoto
- 200 m stylem grzbietowym mężczyzn: Aaron Peirsol - Złoto
- 100 m stylem klasycznym mężczyzn: Brendan Hansen - Srebro
- 200 m stylem klasycznym mężczyzn: Brendan Hansen - Brąz
- 100 m stylem motylkowym mężczyzn: Michael Phelps - Złoto
- 100 m stylem motylkowym mężczyzn: Ian Crocker - Srebro
- 200 m stylem motylkowym mężczyzn: Michael Phelps - Złoto
- 400 m stylem zmiennym mężczyzn: Michael Phelps - Złoto
- 400 m stylem zmiennym mężczyzn: Erik Vendt - Srebro
- 4 razy 100 m stylem zmiennym mężczyzn: Ian Crocker/Brendan Hansen/Jason Lezak/Aaron Peirsol/Mark Gangloff/Lenny Krayzelburg/Michael Phelps/Neil Walker - Złoto
- 100 m stylem dowolnym kobiet: Natalie Coughlin - Brąz
- 400 m stylem dowolnym kobiet: Kaitlin Sandeno - Brąz
- 800 m stylem dowolnym kobiet: Diana Munz - Brąz
- 4 razy 100 m stylem dowolnym kobiet: Natalie Coughlin/Kara Lynn Joyce/Jenny Thompson/Amanda Weir/Lindsay Benko/Ritz Correia/Collen Lanne - Srebro
- 4 razy 200 m stylem dowolnym kobiet: Natalie Coughlin/Carly Piper/Kaitlin Sandeno/Dana Vollmer/Lindsay Benko/Rhi Jeffrey/Rachel Komisarz - Złoto
- 100 m stylem grzbietowym kobiet: Natalie Coughlin - Złoto
- 200 m stylem klasycznym kobiet: Amanda Beard - Złoto
- 200 m stylem zmiennym kobiet: Amanda Beard - Srebro
- 400 m stylem zmiennym kobiet: Kaitlin Sandeno - Srebro
- 4 razy 100 m stylem zmiennym kobiet: Amanda Beard/Tara Kirk/Rachel Komisarz/Amanda Weir/Haley Cope/Natalie Coughlin/Kara Lynn Joyce/Jenny Thompson - Srebro

Pływanie synchroniczne
- Para kobiet: Alison Bartosik/Anna Kozlova - Brąz
- Kobiety drużynowo: Alison Bartosik/Anna Kozlova/Tammy Crow/Erin Dobratz/Rebecca Jasontek/Sara Lowe/Lauren McFall/Stephanie Nesbitt/Kendra Zanotto - Brąz

Tenis
- Mężczyźni: Mardy Fish - Srebro

Triatlon
- Kobiety: Susan Williams - Brąz

Piłka wodna
- Kobiety: Robin Beauregard/Margaret Dingeldein/Ellen Estes/Jacgueline Frank/Natalie Golda/Ericka Lorenz/Heather Moody/Thalia Munro/Heather Petri/Kelly Rulon/Amber Stachowski/Berenda Villa - Brąz